# رودي أوينز
رودي أوينز (بالإنجليزية: Rudy Owens)‏ هو لاعب كرة قاعدة أمريكي، ولد في 18 ديسمبر 1987 في ميسا في الولايات المتحدة.

## وصلات خارجية
- رودي أوينز على موقع دوري كرة القاعدة الرئيسي (الإنجليزية)
- رودي أوينز على موقعبيزبول رفرنس.كوم (الدوري الرئيسي) (الإنجليزية)
- رودي أوينز على موقعبيزبول رفرنس.كوم (الدوري الثانوي) (الإنجليزية)
- رودي أوينز على موقع إي إس بي إن.كوم (أم.أل.بي) (الإنجليزية)
- رودي أوينز على موقع مشجعي الرسوم البيانية (الإنجليزية)